# 옥계초등학교 (경기)
연천옥계초등학교는 대한민국 경기도 연천군 군남면 옥계리에 있었던 공립 초등학교이다.

## 학교 연혁
- 1963년 2월 26일 : 군남국민학교 옥계분교장 설립 인가[1]
- 1963년 7월 2일 : 군남국민학교 욕계분교 설치
- 1972년 3월 1일 : 옥계국민학교로 승격, 개교
- 1996년 3월 1일 : 옥계국민학교에서 연천옥계초등학교로 명칭 변경
- 2000년 2월 28일 : 폐교

## 참고 자료
- 빛바랜 연천군 舊 옥계초 국민교육헌장 석판